# Nash Bridges
Nash Bridges is een Amerikaanse televisieserie die van 1996 tot 2001 door de Amerikaanse zender CBS werd uitgezonden. In totaal zijn er 122 afleveringen uitgezonden.

## Thema
Nash Bridges (gespeeld door Don Johnson) is een politie-onderzoeker bij de afdeling Special Investigations Unit van de politie van San Francisco. Hij heeft een reputatie als Top Notch cop, maar is niet altijd zo succesvol als het gaat om zijn persoonlijke leven. Nash vertrouwt op zijn instincten, is streetwise, heeft een scherp gevoel voor humor en charme.

## Rolverdeling
| Acteur           | Personage       |
| ---------------- | --------------- |
| Don Johnson      | Nash Bridges    |
| Cheech Marin     | Joe Domininguez |
| Jodi Lyn O'Keefe | Cassidy Bridges |
| Jaime Gomez      | Evan Cortez     |
| Jeff Perry       | Harvey Leek     |
| James Gammon     | Nick Bridges    |